# Gagetown (Míchigan)
Gagetown es una villa ubicada en el condado de Tuscola en el estado estadounidense de Míchigan. En el Censo de 2010 tenía una población de 388 habitantes y una densidad poblacional de 152,4 personas por km².

## Geografía
Gagetown se encuentra ubicada en las coordenadas 43°39′29″N 83°14′41″O / 43.65806, -83.24472. Según la Oficina del Censo de los Estados Unidos, Gagetown tiene una superficie total de 2.55 km², de la cual 2.54 km² corresponden a tierra firme y (0.2%) 0.01 km² es agua.

## Demografía
Según el censo de 2010, había 388 personas residiendo en Gagetown. La densidad de población era de 152,4 hab./km². De los 388 habitantes, Gagetown estaba compuesto por el 97.68% blancos, el 0% eran afroamericanos, el 0% eran amerindios, el 0% eran asiáticos, el 0% eran isleños del Pacífico, el 1.03% eran de otras razas y el 1.29% pertenecían a dos o más razas. Del total de la población el 3.09% eran hispanos o latinos de cualquier raza.